# Сакральне
Сакра́льне, або свяще́нне (від лат. sacrum — святиня, жертва) — характеристика речей, істот, явищ, що стосуються релігійного культу, поклоніння чи найвищих ідеалів; в християнстві зокрема того, що стосується церковних таїнств, що наділене Божою благодаттю. Сенс сакрального розкривається у співвідношенні з профанним.

## Трактування сакрального
Згідно Рудольфа Отто, священним є все самодостатнє, вічне та раціонально непізнаване. Мірча Еліаде стверджував, що сакральним стає те, що виділяється свідомістю як принципово відмінне від людського і космічного. Пауль Тілліх пояснював священне як вияв божественного, в свою чергу розуміючи під Богом предмет граничного інтересу людини.
За Емілем Дюркгаймом, в сакральному люди відображають колективні цінності та з його допомогою ідентифікують себе з певною соціальною групою. Тому соціальне і є сакральним, а індивідуальне — профанним. Марсель Мосс вказував, що сакральне стосується священного обміну і сакральним стає все незвичайне, небуденне, що виступає як дар і передбачає жертовний обмін.

## Сакралізація та десакралізація
Процес набуття священності, наповнення сакральним характером, називається сакралізацією. Зворотний процес має назву десакралізації. Також можливе повторне набуття сакральності тим, що було десакралізоване — ресакралізація.